# Martin Winkler (Sänger)
Martin Winkler (* 1968 in Bregenz) ist ein österreichischer Opernsänger (Bassbariton).

## Karriere
Martin Winkler studierte an der Hochschule für Musik und darstellende Kunst Wien bei Walter Berry. Festengagements führten Winkler an das Mecklenburgische Staatstheater Schwerin, an die Komische Oper Berlin und seit 2009 an die Volksoper Wien. 2011 war er der Klingsor im Parsifal in Tallinn, den er später auch an der Staatsoper Stuttgart verkörperte.
2013 war Winkler der Alberich im Bayreuther Ring (Regie: Frank Castorf). 2017 gestaltete er die Partie in Tatjana Gürbacas dreiteiliger Version des Rings im Theater an der Wien.
Zu den Dirigenten, unter denen Winkler sang, gehören u. a. Sylvain Cambreling, Wladimir Fedossejew, Jonathan Nott, Kirill Petrenko, Markus Stenz und Constantin Trinks.
Er arbeitete u. a. mit Regisseuren wie Frank Castorf, Philipp Himmelmann, Ioan Holender, Barrie Kosky, 
Christof Loy, David Pountney und Keith Warner.